# Alessandra Giliani

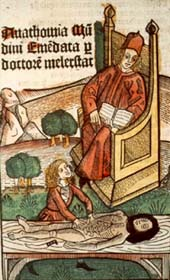
Pseudo-ritratto di Alessandra Giliani, immaginaria prosettrice di Mondino de' Luzzi, in una stampa tardo-quattrocentesca.

Alessandra Giliani è il nome attribuito a un'inesistente figura di anatomista medievale, frutto di un'erronea tradizione storiografica. È indicata come la prima donna italiana a esercitare l'arte del prosettore, una pratica che consisteva nella dissezione dei cadaveri per gli studi anatomici.
La consistenza storica della sua figura è considerata completamente inattendibile, ma nonostante questo la tradizione arriva ad assegnare alla sua vicenda precisi riferimenti temporali: Alessandra Giliani sarebbe quindi nata a Persiceto nel 1307 e protagonista di una precocissima carriera che si sarebbe conclusa, giovanissima, a Bologna, dove sarebbe morta, nemmeno ventenne, il 26 marzo 1326.

## Tradizione
Per la sua figura storica non esiste alcuna fonte medievale.
La "scoperta" della Giliani si deve ad Alessandro Macchiavelli, noto falsario settecentesco bolognese: nella sua invenzione, Macchiavelli sarebbe stato mosso da una duplice motivazione ideologica; da un lato vi era in lui il desiderio di glorificare il passato della sua città; dall'altro, era animato da una dedizione alla causa del "femminismo".
Della Giliani e del suo innamorato Ottone Agenio, il Macchiavelli tratta nelle Effemeridi sacro-civili perpetue bolognesi, pubblicate a Bologna nel 1739. In esse egli afferma di averne avuto notizia da una cronaca del Trecento, Framenti storici Persicetani, scritta da un certo Ranieri d'Arpinello dalla Foglia. Mentre il personaggio di Ranieri dalla Foglia ha una reale consistenza storica (si tratta di un notaio bolognese realmente attivo intorno alla metà del Trecento), i presunti Framenti da lui scritti (a volte citati anche come Cronaca Persicetana), sono invece completamente sconosciuti, non essendone reperibile alcun esemplare.
Secondo questa tradizione, il suo nome sarebbe legato a quello del celebre anatomista bolognese Mondino dei Liuzzi, del quale la Giliani sarebbe stata assistente prediletta alla dissezione dei cadaveri, coadiuvata da suo marito, Ottone Seniore Ageni da Lustrola (altrove riportato come Ottone Agenio Lustrulano, o Otto Angenius). La Giliani avrebbe inventato una tecnica speciale per iniettare nei cadaveri un liquido colorato, in grado di esaltare la resa anatomica anche dei più sottili vasi sanguigni.
Nonostante questi livelli di eccellenza, la sua carriera scientifica sarebbe stata precocissima: secondo il Macchiavelli, infatti, la Giliani sarebbe morta giovanissima, ad appena 19 anni, il 26 marzo 1326.
La tradizione inventata aggiunge anche che Otto Angenius, suo marito, le avrebbe dedicato una lapide latina, con la descrizione dei suoi meriti, collocata sulla sua tomba. Entrambe, secondo la stessa tradizione, si troverebbero a Firenze, in una non meglio identificata «Chiesa di San Pietro e Marcellino degli Spedolari di Santa Maria di Mareto (o d'Ulmareto), avanti la Madonna detta delle Lettere». L'epigrafe, in realtà, era una falsificazione confezionata dallo stesso Macchiavelli.
Di Alessandra Giliani viene indicato anche un ritratto che, tuttavia, non è pertinente alla sua figura: la donna sarebbe riconoscibile nella figura di un ragazzo prosettore che appare in un'illustrazione da un'edizione a stampa dell'Anothomia di Mondino dei Liuzzi, edita a Lipsia nel 1493.

## Realtà storica
La credibilità della tradizione sulla Giliani è stata messa in dubbio, oltre un secolo dopo, da Michele Medici, che ne trattò nella sua storia sugli studi anatomici a Bologna, pubblicata nel 1857. Nel trascrivere il brano specifico di Macchiavelli, il fisiologo aveva infatti precisato: «Riportando io questo documento, non intendo che i miei lettori gli accordino una fede, che io stesso astengomi dal concedergli, ma solo che lo conoscano se non altro per soddisfare loro curiosità».
Nello stesso anno Medici ripropose il dubbio sulla reale esistenza della Giliani, a margine della biografia di Anna Morandi Manzolini.

## Eredità
Alla sua figura è stato dedicato il cratere Giliani, sulla superficie del pianeta Venere.
La scrittrice Barbara Quick ha tratto spunto da questa tradizione per dedicarle una biografia romanzata per ragazzi, The Golden Web (2010).